# تیم ملی فوتبال زنان کوزوو
تیم ملی فوتبال زنان کوزوو (به آلبانیایی: Kombëtarja e futbollit të femrave të Kosovës;); (به صربی: Женска фудбалска репрезентација Косова) نمایندهٔ فوتبال زنان کشور کوزوو در ردهٔ ملی است که زیر نظر فدراسیون فوتبال کوزوو اداره می‌شود.